# Vereinigte Linke (Altösterreich)
Die Vereinigte Linke war eine von 1881 bis 1885 bestehende politische Partei in Cisleithanien, die liberal und zentralistisch ausgerichtet war. Ihre Mitglieder waren ausschließlich Deutsche, einschließlich einiger national nicht festgelegter Aristokraten.

## Geschichte
Zwischen der seit 1879 amtierenden konservativ-föderalistischen Regierung Taaffe und der deutschliberalen Opposition kam es zu einer zunehmenden Polarisierung. Dies veranlasste die verschiedenen Gruppen der deutschliberalen Opposition zur Gründung einer gemeinsamen Partei. Im Herbst 1881 formierten sie sich zur Vereinigten Linken. 
Nach den Wahlen von 1885, die für die Deutschliberalen den endgültigen Verlust ihrer einstigen Mehrheit im Reichsrat manifestierten, zerfiel die Vereinigte Linke in zwei Parteien. Eine starke Minderheit der Abgeordneten der bisherigen Vereinigten Linken konstituierte sich als Deutscher Club. Deren Mitglieder gaben den ehemaligen Anspruch der Liberalen als über den Nationalitäten stehende Staatspartei auf und vertraten künftig explizit die deutschen Interessen in der Habsburgermonarchie. Die verbliebenen Abgeordneten der Vereinigten Linken bildeten fortan den Deutschösterreichischen Club. 
Im Jahr 1888 schlossen sich der Deutsche Club und der Deutschösterreichische Club wiederum zur Vereinigten Deutschen Linken zusammen.